# Take This to Your Grave
Take This to Your Grave prvi je studijski album američkog rock sastava Fall Out Boy. Album je objavljen 6. svibnja 2003. a to je prvi album sastava preko izdavačke kuće Fueled by Ramen. Ime albuma je zapravo stih iz pjesme "The Patron Saint of Liars and Fakes" koji glasi "Take this to your grave, and I'll take it to mine". Producent albuma je Sean O'Keefe, dok su pjesme napisali vodeći pjevač i gitarist Patrick Stump te basist Pete Wentz. Take This to Your Grave je prvi CD sastava u kojem sudjeluje trenutni bubnjar sastava Andy Hurley. Album je financiran od strane Island Recordsa, ali ga je radio Fueled by Ramen.
Album je postigao manji uspjeh ali je pomogao sastavu kao odlična podloga za daljnje uspjehe koje su postigli. Nakon što su video spotovi pjesama "Grand Theft Autumn/Where Is Your Boy" i "Saturday" prikazani na puno poznatih glazbenih televizijskih kanala, album se počeo bolje prodavati, a 2006. udruga RIAA je album certificirala zlatnim nakon što je prodan u 500.000 primjeraka. Prema Nielsen SoundScanu, Take This to Your Grave je do 2007. prodan u više od 553.000 primjeraka, popularnost albuma se povećala nakon što je sastav izdao vrlo uspješne nasljednike From Under the Cork Tree (2005.) i Infinity on High (2007.)

## Pozadina
Fall Out Boy je osnovan u blizini Chicaga u 2001. Sastav je debitirao s demom kojeg su sami objavili iste godine, a 2002. izdali su prvi mini-album Fall Out Boy's Evening Out with Your Girlfriend preko izdavačke kuće Uprising Records. Oba albuma su pomogli Fall Out Boyu da steknu slavu na internetu i pozornost izdavačkih kuća. Sastav je potpisao s nezavisnom izdavačkom kućom Fueled by Ramen i dobio predujam od velike izdavačke kuće Island Records, koja je i financirala produkciju Take This to Your Grave.

## Popis pjesama
Sve tekstove pjesama su napisali Pete Wentz i Patrick Stump, svu glazbu su kompozirali Patrick Stump i Fall Out Boy.
| 1.    | »Tell That Mick He Just Made My List of Things to Do Today« | 3:30 |
| 2.    | »"Dead on Arrival"«                                         | 3:14 |
| 3.    | »Grand Theft Autumn/Where Is Your Boy«                      | 3:11 |
| 4.    | »Saturday«                                                  | 3:36 |
| 5.    | »Homesick at Space Camp«                                    | 3:08 |
| 6.    | »Sending Postcards from a Plane Crash (Wish You Were Here)« | 2:56 |
| 7.    | »Chicago Is So Two Years Ago«                               | 3:19 |
| 8.    | »The Pros and Conds of Breathing«                           | 3:21 |
| 9.    | »Grenade Jumper«                                            | 2:58 |
| 10.   | »Calm Before the Storm«                                     | 4:29 |
| 11.   | »Reinventing the Wheel to Run Myself Over«                  | 2:21 |
| 12.   | »The Patron Saint of Liars and Fakes«                       | 3:19 |
| 39:26 |                                                             |      |

| 13. | »Roxanne«                                             | 3:11 |
| 14. | »Grand Theft Autumn/Where Is Your Boy (Dance remiks)« | 3:48 |

## Glazbene ljestvice

### Tjedne glazbene ljestvice
| Glazbene ljestvice (2004. – 2006.) | Pozicija |
| ---------------------------------- | -------- |
| UK Albums Chart                    | 96.      |
| SAD Heatseeker Albums              | 17.      |
| SAD Billboard Independent Albums   | 11.      |
| SAD Billboard Catalog Albums       | 10.      |

### Certifikacije
| Regija                            | Certifikacija | Prodaja |
| --------------------------------- | ------------- | ------- |
| Sjedinjene Američke Države (RIAA) | Zlatna        | 500.000 |

## Osoblje

### Članovi sastava
- Patrick Stump – vodeći vokal, vodeći i ritam gitarist
- Pete Wentz – bas-gitara, prateći vokal
- Joe Trohman – vodeći i ritam gitarist
- Andy Hurley – bubnjevi

## U popularnoj kulturi
Pjesma "Reinventing the Wheel to Run Myself Over" je ubačena videoigru Burnout 3: The Takedown.
Pjesma "Dead On Arival" je ubačena u videoigru Rock Band.

## Vanjske poveznice
Fall Out Boy - službena web-stranica